# Tien kleine negertjes (lied)

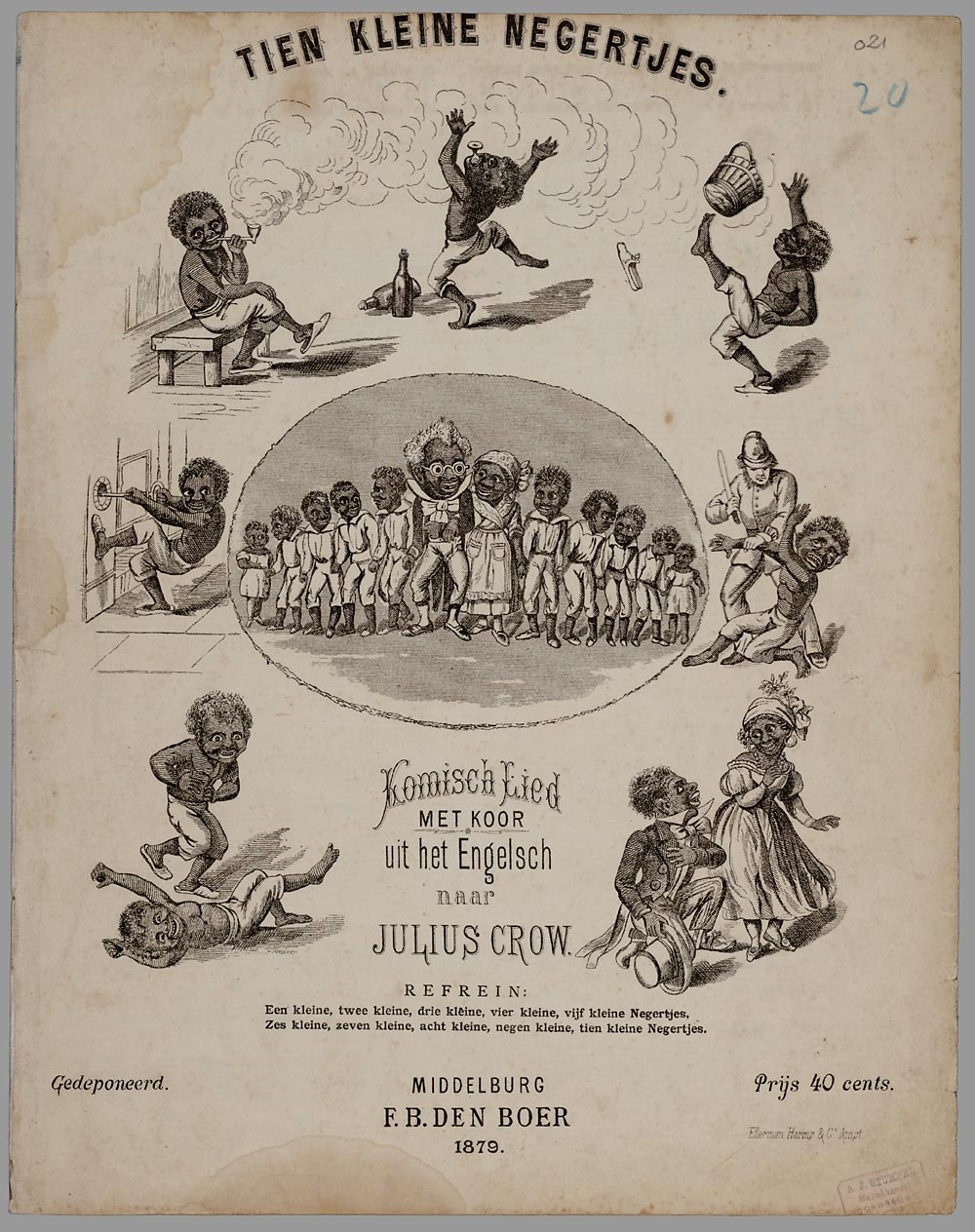
Nederlands bladmuziekuitgave uit 1879

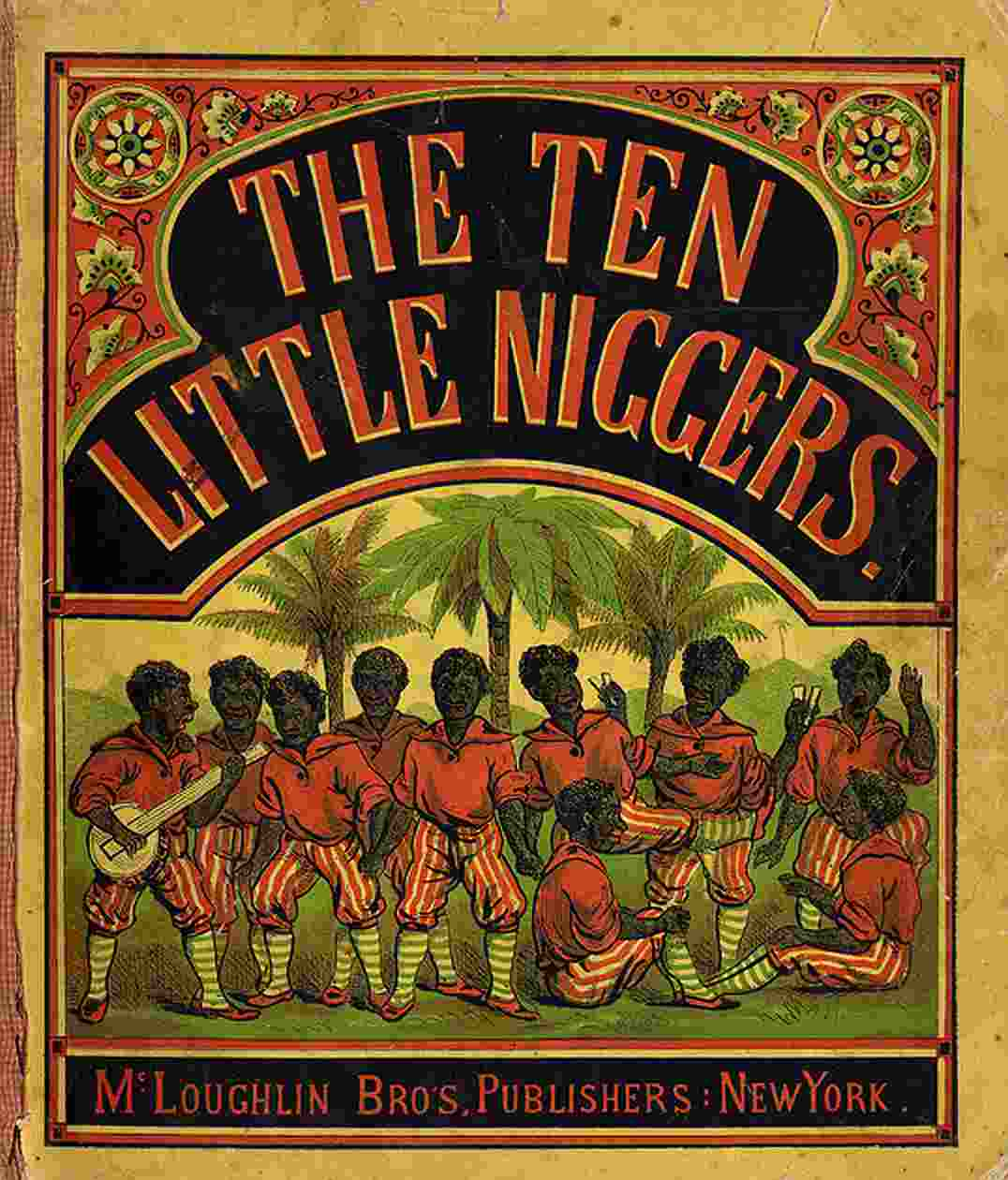
uitgave 1869

Tien kleine negertjes (Engels: Ten Little Niggers) is een Amerikaans kinderliedje uit 1868. Het liedje is een aftelrijm waarbij een gezelschap van tien kleine negertjes bij ieder couplet kleiner wordt.

## Geschiedenis
Het werd oorspronkelijk in 1868 uitgebracht als Ten Little Injuns, waarin indianen de hoofdrol speelden, en kwam een jaar later als 'Ten Little Niggers' uit. Het lied werd opgevoerd in de in Amerika populaire minstrel shows.
Het liedje werd naast bladmuziek uitgebracht als kinderprentenboek. Via Engeland en Duitsland verspreidde het boek zich in veel Europese landen. De oudst bekende Nederlandstalige editie is 'Tien kleine nikkertjes' uit 1877. Het is sindsdien vele malen opgenomen in bundels.
Op het liedje zijn de misdaadroman Tien kleine negertjes uit 1939 van Agatha Christie en diverse verfilmingen van dit boek gebaseerd. Op basis van het oorspronkelijke rijm zijn varianten uitgebracht waarbij soldaatjes, biggetjes, vogels, hondjes of fictieve figuren de hoofdrol spelen.
Het gebruik van het woord negertje is vanwege negatieve associaties eind 20e eeuw ter discussie komen te staan. Daarnaast verdwijnen in bepaalde varianten de negertjes door onmatigheid waardoor een stereotypering wordt neergezet van onbeheerste lusten en driften.

## Originele tekstTen Little Injuns

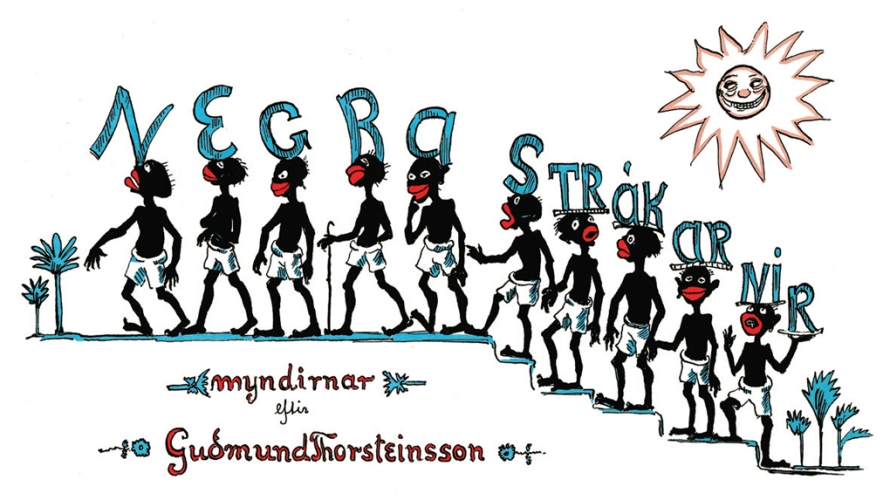
IJslandse versie uit 1922

Ten little Injuns standin' in a line,

One toddled home and then there were nine;

Nine little Injuns swingin' on a gate,

One tumbled off and then there were eight.

Eight little Injuns gayest under heav'n.

One went to sleep and then there were seven;

Seven little Injuns cuttin' up their tricks,

One broke his neck and then there were six.

Six little Injuns all alive,

One kicked the bucket and then there were five;

Five little Injuns on a cellar door,

One tumbled in and then there were four.

Four little Injuns up on a spree,

One got fuddled and then there were three;

Three little Injuns out on a canoe,

One tumbled overboard and then there were two

Two little Injuns foolin' with a gun,

One shot t'other and then there was one;

One little Injun livin' all alone,

He got married and then there were none.

## Nederlandse tekst
Tien kleine negertjes

Die dansten in de regen

Eentje viel er in een plas

Toen waren het er nog maar negen

Negen kleine negertjes

Die gingen saam op jacht

Eentje trapte op een leeuw

Toen waren het er nog maar acht

Acht kleine negertjes

Die stonden toen te beven

Eentje ging van ‘t beven dood

Toen waren het er nog maar zeven

Zeven kleine negertjes

Die dronken uit een fles

Eentje kroop toen door de hals

Toen waren het er nog maar zes

Zes kleine negertjes

Die vochten met een wijf

Het wijf dat sloeg er eentje dood

Toen waren het er nog maar vijf

Vijf kleine negertjes

Die dronken een glaasje bier

Eentje stikte in het schuim

Toen waren het er nog maar vier

Vier kleine negertjes

Die gingen naar Overschie

Eentje verdronk er in de Schie

Toen waren het er nog maar drie

Drie kleine negertjes

Die gingen naar de plee

Eentje zakte er doorheen

Toen waren het er nog maar twee

Twee kleine negertjes

Die waren zo alleen

Eentje ging van heimwee dood

Toen was het er nog maar één

Dat ene kleine negertje

Dat had je moeten zien

Dat trouwde met een negerin

Toen waren er zo weer tien

## Amerikaanse tekst
Ten little nigger boys went out to dine;

One choked his little self, and then there were nine.

Nine little nigger boys sat up very late;

One overslept himself, and then there were eight.

Eight little nigger boys traveling in Devon;

One said he'd stay there, and then there were seven.

Seven little nigger boys chopping up sticks;

One chopped himself in half, and then there were six.

Six little nigger boys playing with a hive;

A bumble-bee stung one, and then there were five.

Five little nigger boys going in for law;

One got in chancery, and then there were four.

Four little nigger boys going out to sea;

A red herring swallowed one, and then there were three.

Three little nigger boys walking in the zoo;

A big bear hugged one, and then there were two.

Two little nigger boys sitting in the sun;

One got frizzled up, and then there was one.

One little nigger boys living all alone;

He got married, and then there were none.

Refrein:

One little, two little, three little, four little, five little Niggers,

Six little, seven little, eight little, nine little, ten little Niggers.

## Uitvoeringen (selectie)
- Bill Haley: 10 Little Indians. 1953
- The Beach Boys: Ten Little Indians. 1962
- The Yardbirds: Ten Little Indians, 1967
- Harry Nilsson, Ten Little Indians op Pandemonium Shadow Show, 1967
- Leila Negra: Zwölf kleine Negerlein
- Neerlands Hoop, Tien kleine nikkertjes, 1970
- Onkel Hotte: Zehn kleine Glatzenköpp, 1993
- Die Toten Hosen: Zehn kleine Jägermeister, 1996
- One Two Trio, Tien kleine tuinkabouters, 1999
- One Two Trio, Tien kleine Teringtubbies, 1999
- Die Streuner: Zehn Orkses Kleberlein
- Otto Waalkes: Zehn kleine Ottifanten